# Mate Granić

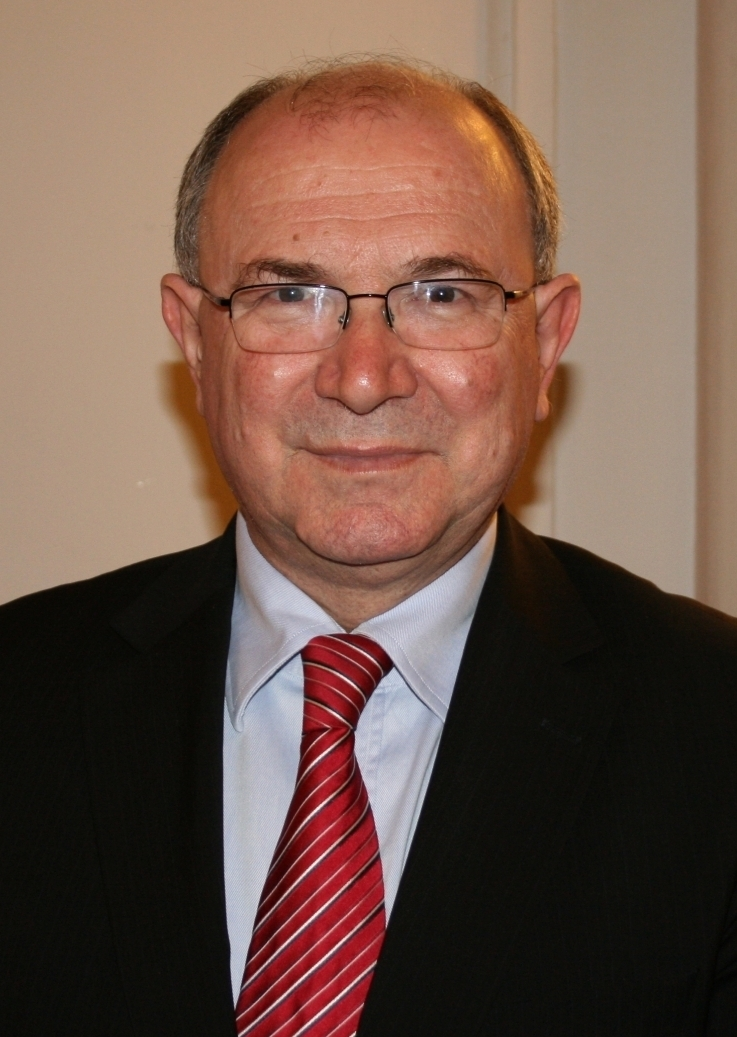
Mate Granić (2009)

Mate Granić (* 19. September 1947 in Baška Voda, Jugoslawien) ist ein kroatischer Politiker.

## Biografie
Nach dem Schulbesuch studierte er von 1966 bis 1971 Medizin an der Universität Zagreb und war danach als Arzt tätig. In den folgenden Jahren schlossen sich medizinische Fortbildungen im Fachbereich Innere Medizin des Dr. Ozren Novosel-Universitätskrankenhaus sowie zwischen 1974 und 1978 am Vuk Vrhovac-Institut für Diabetes und Endokrinologie an. Von 1976 bis 1977 absolvierte er ein Postgraduales Studium der Diabetologie und wurde danach Assistent am Vuk-Vrhovec-Institut, dessen Direktor der Klinischen Abteilung er 1979 wurde.
Nach seiner Promotion zum Dr. sc. wurde er 1982 zunächst Assistenzprofessor, ehe er 1985 Ordentlicher Professor wurde. Als solcher erfolgte zugleich seine Ernennung zum Stellvertretenden Direktor des Vuk-Vrhovac-Instituts für Diabetes und Endokrinologie. 1989 nahm er einen Ruf als Ordinarius an der Medizinischen Fakultät der Universität Zagreb an und wurde zeitgleich deren Prodekan. 1990 erfolgte dann seine Berufung zum Dekan der Medizinischen Fakultät. Zeitweise war er auch als Gastprofessor an der Ludwig-Maximilians-Universität München tätig.
Prof. Dr. Granić wurde am 28. Mai 1993 von Präsident Franjo Tuđman zum Außenminister im Kabinett von Premierminister Nikica Valentić ernannt. Dieses Amt bekleidete er auch unter dessen Nachfolger Zlatko Mateša bis zum 27. Januar 2000.
Bei den Präsidentschaftswahlen Anfang 2000 war er Präsidentschaftskandidat der Kroatischen Demokratischen Union (Hrvatska demokratska zajednica, HDZ). Er erreichte aber nicht genügend Stimmen, um in der Stichwahl gegen den anschließend gewählten Präsidenten Stjepan Mesić anzutreten.
Später gründete er die kleine Partei Demokratisches Zentrum (Demokratski centar, DC), die Juniorpartner in der Mitte-rechts-Koalitionsregierung von Premierminister Ivo Sanader zwischen 2003 und 2009 war.
Im Jahr 2004 wurde er verhaftet, nachdem eine Task Force gegen Korruption gegen ihn wegen Bestechung ermittelte. Er wurde jedoch bereits einige Tage später aus Mangel an Beweisen wieder freigelassen.
Der kroatische Botschafter in Deutschland, Goran Grlić Radman, ist sein Cousin.